# Leonardo García Tsao
Leonardo García Tsao (Ciudad de México, 23 de octubre de 1954) es un crítico de cine mexicano. Fue director de la Cineteca Nacional de México de 2006 a 2010.

## Biografía
Leonardo García Tsao es crítico de cine del diario mexicano La Jornada. Previamente, colaboró en los periódicos Unomásuno y El Nacional. Fundó la revista especializada Dicine y ha colaborado, entre otras, en las revistas Variety, Film Comment, Sight and Sound, Cahiers du Cinéma, Cine Premiere, Nexos y la Revista de la Universidad de México.[cita requerida]
Entre sus obras están libros sobre Orson Welles, François Truffaut, Andréi Tarkovski, Felipe Cazals y Diana Bracho. Como guionista, escribió Intimidad, de 1989, y el cortometraje Ponchada,  de 1991. Luego de ser jefe de programación de la Cineteca Nacional de 1977 a 1989, fue director de la misma de 2006 a 2010. Fue director del Festival de Cine de Guadalajara y programador de los de Cancún, Palm Springs International Film Festival y el internacional de Bangkok. Fue crítico invitado en los festivales de Berlín, Cannes, Toronto y San Sebastián, del cual fue delegado por México de 1993 a 2007.[cita requerida]
Fue colaborador de programas de cine en Canal Once, Canal 22 y Canal 13 de la televisión mexicana y en las estaciones Radio Red y Radio UNAM. Fue profesor en la Universidad Iberoamericana, en la Universidad Anáhuac y en el Centro de Capacitación Cinematográfica, donde imparte un diplomado de apreciación cinematográfica desde el 2007. Desde octubre de 2018 conduce, junto con la crítica de cine Fernanda Solórzano, el programa Encuadre Iberoamericano de TV UNAM.[cita requerida]

## Obras
- Orson Welles, 1987.
- Franc̦ois Truffaut, 1987.
- Andrei Tarkovski, 1988.
- Cómo acercarse a... el cine, [[Conaculta]]-[[Limusa Noriega]] Editores, 1989 ISBN 968-18-3272-8.
- Sam Peckinpah, 1990.
- Felipe Cazals habla de su cine, Universidad de Guadalajara, 1994 ISBN 968-895-452-7.
- El ojo y la navaja: ensayos y críticas de cine, Aguilar, 1998, reed. Punto de Lectura, 2008. ISBN 978-970-812-054-8.
- Gabriel Figueroa: centenario, Conaculta, 2008.
- Diana Bracho. Universidad de Guadalajara, 2011.